# Републикански път II-76
Републикански път II-76 е второкласен път, част от Републиканската пътна мрежа на България, преминаващ по територията на области Ямбол и Хасково. Дължината му е 67,2 km.
Пътят се отклонява надясно при 306,4 km на Републикански път I-7 северно от село Гранитово и се насочва на югозапад през хълмистата част на Елховското поле. След 1,6 km пресича река Тунджа, навлиза в Хасковска област, минава през село Княжево и достига центъра на град Тополовград. След града пътят навлиза в северозападните части на планината Сакар, минава през селата Хлябово и Българска поляна и достига пътен възел „Голямата звезда“, където преодолява билото на Сакар. След това следва постепенно спускане към долината на река Марица, като минава последователно през селата Черепово, Браница, Богомил и Българин. Източно от град Харманли пътят пресича река Марица и автомагистрала „Марица“ при нейния 71 km и в източната част на града се свързва с Републикански път I-8 при неговия 336,1 km.
От Републикански път II-76 наляво и надясно се отклоняват три третокласни пътя от Републиканската пътна мрежа на България, в т.ч. 1 път с трицифрен номер и два пътя с четирицифрени номера:
- при 3,6 km, в северната част на село Княжево – наляво Републикански път III-761 (38 km) до село Маточина;

- при 19,1 km, в град Тополовград – надясно Републикански път III-7602 (46,4 km) през селата Голям манастир, Крумово и Генерал Инзово до село Роза при 11,4 km на Републикански път III-536;
- при 53,3 km, в село Богомил – надясно Републикански път III-7604 (14,4 km) през селата Овчарово и Свирково до 54,9 km на Републикански път III-554 източно от град Симеоновград.

| Пътища, отклоняващи се надясно (населено място, № на пътя, посока на пътя)                          | km   | Пътища, отклоняващи се наляво (посока на пътя, № на пътя, населено място)                                                                 |
| --------------------------------------------------------------------------------------------------- | ---- | --- |
| Община Елхово, Област Ямбол, I-7, 306,4 km →                                                        | 0,0  | → 306,4 km, I-7, Област Ямбол, Община Елхово                                                                                              |
| Община Тополовград, Област Хасково                                                                  | 1,6  | Област Хасково, Община Тополовград |
| с. Княжево                                                                                          | 3,6  | → с. Княжево 0 km, III-761 (до с. Маточина)                                                                                               |
| (за с. Синапово) общински път, с. Княжево ←                                                         | 4    | с. Княжево |
| (до с. Роза) III-7602, 0 km, гр. Тополовград ←                                                      | 19,1 | гр. Тополовград |
| (от с. Полски Градец) III-559, 22,6 km, гр. Тополовград →                                           | 20,1 | → гр. Тополовград, 22,6 km, III-559 (12,7 km на III-761)                                                                                  |
| | 26   | → общински път (за с. Сакарци) |
| (за с. Орлов дол) общински път, с. Хлябово ←                                                        | 29,3 | с. Хлябово |
| с. Българска поляна                                                                                 | 36   | с. Българска поляна |
| (от 110 km на I-5) II-55, 158,7 km, п.в. „Голямата звезда“ → п.в. „Голямата звезда“ Община Харманли | 38,1 | → п.в. „Голямата звезда“, 158,7 km, II-55 (до гр. Свиленград) ← п.в. „Голямата звезда“, 22,3 km, III-809 (от гр. Любимец) Община Харманли |
| с. Черепово                                                                                         | 41,2 | → с. Черепово, общински път (за с. Изворово)                                                                                              |
| с. Браница                                                                                          | 46,7 | с. Браница |
| (до 54,9 km на III-554) III-7604, 0 km, с. Богомил ←                                                | 53,3 | с. Богомил |
| | 56   | → общински път (за с. Коларово) |
| (за с. Шишманово) общински път, с. Българин ←                                                       | 60   | с. Българин |
| | 64,6 | → общински път (за селата Рогозиново и Доситеево)                                                                                         |
| автомагистрала „Марица“, 71 →                                                                       | 65,6 | → 71 km, автомагистрала „Марица“ |
| (от ГКПП Калотина) I-8, 336,1 km, гр. Харманли →                                                    | 67,2 | → гр. Харманли, 336,1 km, I-8 (до ГКПП Капитан Андреево - Капъкуле)                                                                       |